# Left Luggage
Left Luggage is een Nederlands-Belgisch-Britse film uit 1998. De film is een bewerking van het boek Twee koffers vol van Carl Friedman. Jeroen Krabbé debuteerde als regisseur met deze film. Vele Nederlandse en Belgische acteurs maken hun opwachting in kleine bijrollen.

## Verhaal
Het verhaal speelt zich af in 1972 in Antwerpen, waar de hippie-generatie en protesten de boventoon voeren. Te midden hiervan leeft Chaja, een studente filosofie die op dat moment een bijbaantje zoekt om haar studie te bekostigen. Via een advertentie komt ze bij de joodse familie Kalman terecht. Die ziet deze losgeslagen meid in eerste instantie niet zitten als oppas voor hun jongste 4-jarige zoon Simcha. Maar mevrouw Kalman weet meneer Kalman toch te overtuigen, omdat ze tot op heden niemand hebben weten te vinden. Het contact tussen Chaja en Simcha verloopt stroef mede doordat hij nooit praat, maar er groeit toch een hechte band. Meneer Kalman echter vindt de omgang en opvoedingsmethodes niet binnen zijn joods-orthodox geloof passen. Chaja gaat hier tegen in en de drie andere jongens en zelfs moeder Kalman krijgen bewondering voor haar door voor zichzelf op te komen. Het voorval loopt uit op een drama als Simcha op het moment dat Chaja een dagje vrij heeft thuis wegloopt. Hij loopt naar het park waar de eenden zijn waar hij zo gek op was, en wordt daar dood gevonden in de vijver.
In de film komt het oorlogsverleden van de vader van Chaja aan bod, maar ook de spanningen tussen de verschillende stromingen binnen de joodse gemeenschap van de jaren zestig. Het conflict tussen Chaja en de familie is niet alleen een persoonlijk conflict, het is ook een botsing tussen het liberale en het orthodoxe jodendom. Krabbé speelt zelf een van de hoofdrollen, waarvoor hij Jiddisch heeft moeten leren.

## Rolverdeling
| Acteur              | Personage           |
| ------------------- | ------------------- |
| Laura Fraser        | Chaja Silberschmidt |
| Isabella Rossellini | Mevrouw Kalman      |
| Jeroen Krabbé       | Meneer Kalman       |
| Adam Monty          | Simcha              |
| Maximilian Schell   | Vader van Chaja     |
| Chaim Topol         | Men. Apfelschnitt   |
| Lex Goudsmit        | Men. Goldman        |
| Miriam Margolyes    | Mrs. Goldman        |
| Marianne Sägebrecht | Moeder van Chaja    |
| David Bradley       | Conciërge           |

## Prijzen en nominaties
- (1998) Nominatie: Gouden Beer op het Filmfestival van Berlijn - Jeroen Krabbé
- (1998) vier prijzen op het Filmfestival van Berlijn[1]
  - Der Blaue Engel - Jeroen Krabbé - een prijs ingesteld door de Europese Film- en Televisie Academie om de beste Europese film in het programma te bekronen (50.000 DM).
  - de Acicoa Award (een prijs van de Duitse filmhuizen) Guild of German Art House Cinemas - Jeroen Krabbé
  - eervolle vermelding - Isabella Rossellini
  - Publieksprijs van het dagblad 'Der Morgenpost'[bron?]
- Publieksprijs Filmfestival Emden
- Grolsch Publieksprijs Nederlands Film Festival
- Componist Henny Vrienten ontving in 1999 een Edison in de categorie 'Beste Filmmuziek'.

## Trivia
- Robert Kamen, schrijver van de The Karate Kid-films, heeft scenario-adviezen gegeven in ruil voor een door Jeroen Krabbé geschilderd doek.[2]
- Het Nederlands Fonds voor de Film weigerde de film te subsidiëren wegens bezwaren tegen het (Engelstalige) scenario, ondanks de beloofde internationale rolbezetting.
- Ook Joop van den Ende staat op de aftiteling; bijna drie jaar nadat de gespannen verhouding tussen Jeroen Krabbé en Joop van den Ende was omgekeerd in een buitengewoon goede verstandhouding, fungeerde Van den Ende - op persoonlijke titel - als een van de medefinanciers van de film.
- Left Luggage is opgedragen aan het overleden zoontje Nino van acteursechtpaar Edwin de Vries en Monique van de Ven. De Vries werkte mee aan de film als scriptschrijver. Vlak voordat hij aanving met schrijven van het scenario overleed Nino. 'Voor Nino' vermeldt de aftiteling dan ook.